# SM U–2 (Osztrák–Magyar Monarchia)
Az SM U–2 az Osztrák–Magyar Monarchia Lake-típusú tengeralattjárója volt az első világháborúban. Testvérhajója az SM U–1.

## Pályafutása
1907. július 18-án lefektették a gerincét. 1909. április 3-án vízre bocsátották. 1911. június 22-én szolgálatba állították. Egy hónap alatt kb. 10 gyakorló utat tett meg. Augusztus 20. és 25. között Sebenicóba hajózott. Október 5-én egy tenderrel ütközött össze, de komolyabb sérülések nem keletkeztek rajta.
1912. április 26-án egy Póla előtti gyakorló úton meghibásodott a kormányszerkezet és nekiment az elmerült U–6-nak. Komolyabb károk nem keletkeztek.
1915. január 24-e és május 2-a között Pólában átépítették. Új dízelmotorokat, új hajóorrt, illetve aknaelhárító berendezést szereltek fel rá. Június 5-én kifutott Pólából az első háborús bevetésre Velence elé. Egy kipufogószelep meghibásodása miatt az akciót azonban félbeszakították. Augusztus 8-án áthelyezték Triesztbe, ahol a közeli öbölben őrjáratokat végzett.
1918. január 11-én törölték a Flotta aktív hajóinak jegyzékéből, és Brioniba helyezték, mint iskolahajót 1920-ban Olaszországnak ítélték, akik szétbontották.

## Parancsnokok
| Név                            | Rang           | Hivatal kezdete      | Hivatal vége         |
| ------------------------------ | -------------- | -------------------- | -------------------- |
| Klemens Ritter von Bezard      | sorhajóhadnagy | 1911. június 22.     | 1912. május 10.      |
| Karl Edler von Unczowski       | sorhajóhadnagy | 1912. május 10.      | 1914. október 23.    |
| Otto Zeidler                   | sorhajóhadnagy | 1914. október 23.    | 1915. február 15.    |
| Karl Edler von Unczowski       | sorhajóhadnagy | 1915. február 15.    | 1915. június 22.     |
| Otto Kasseroller               | sorhajóhadnagy | 1915. június 22.     | 1917. szeptember 13. |
| Johann Ulmansky von Vracsevgaj | sorhajóhadnagy | 1917. szeptember 13. | 1918. március 15.    |
| Othmar Printz                  | sorhajóhadnagy | 1918. március 28.    | 1918. szeptember 1.  |
| Johann Ulmansky von Vracsevgaj | sorhajóhadnagy | 1918. szeptember 1.  | 1918. október 31.    |